# マレックス・スミス
マレックス・ライデル・スミス（Mallex Lydell Smith, 1993年5月6日 - ）は、アメリカ合衆国フロリダ州タラハシー出身のプロ野球選手（外野手）。右投左打。メキシカンリーグのグアダラハラ・マリアッチスに所属。

## 経歴

### プロ入り前
2011年のMLBドラフト13巡目（全体401位）でミルウォーキー・ブルワーズから指名されたが、契約せずにサンタフェ・カレッジへ進学した。

### プロ入りとパドレス傘下時代
2012年のMLBドラフト5巡目（全体165位）でサンディエゴ・パドレスから指名され、プロ入り。契約後、傘下のルーキー級アリゾナリーグ・パドレスでプロデビュー。A-級ユージーン・エメラルズでもプレーし、2球団合計で35試合に出場して打率.305、2本塁打、15打点、17盗塁を記録した。
2013年はA級フォートウェイン・ティンキャップスでプレーし、110試合に出場して打率.262、4本塁打、29打点、64盗塁を記録した。
2014年はA級フォートウェインとA+級レイクエルシノア・ストームでプレーし、2球団合計で120試合に出場して打率.303、5本塁打、31打点、88盗塁を記録した。オフにはアリゾナ・フォールリーグに参加し、サプライズ・サグアロスに所属した。

### ブレーブス時代

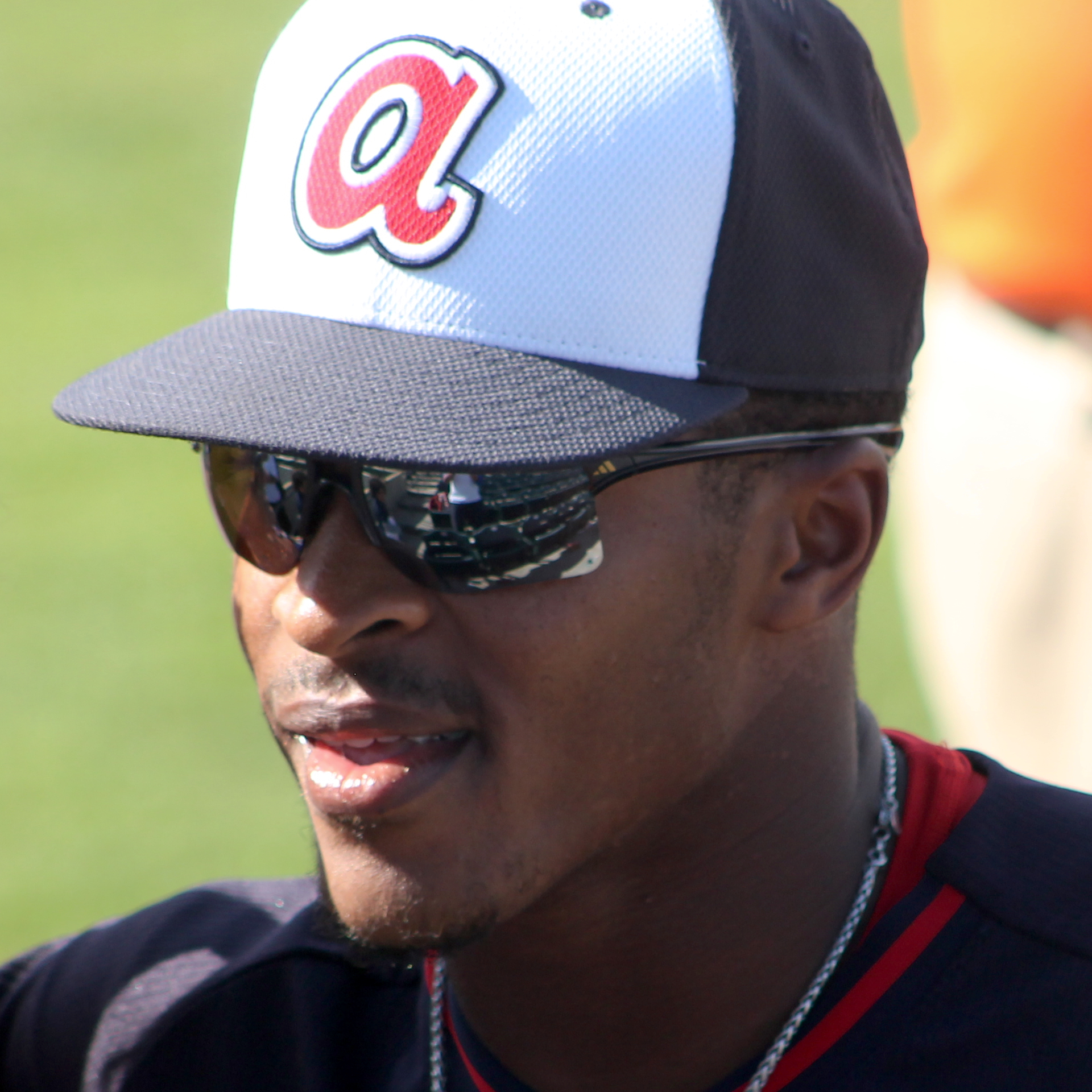
アトランタ・ブレーブス時代
（2015年3月8日）

2014年12月19日にジャスティン・アップトン、アーロン・ノースクラフトとのトレードで、ジェイス・ピーターソン、マックス・フリード、ダスティン・ピーターソンと共にアトランタ・ブレーブスへ移籍した。
2015年はAA級ミシシッピ・ブレーブスとAAA級グウィネット・ブレーブスでプレーし、2球団合計で125試合に出場して打率.303、1本塁打、33打点、56盗塁を記録した。オフの11月19日に40人枠入りした。
2016年はAAA級グウィネットで開幕を迎えたが、4月11日にエンダー・インシアーテの故障者リスト入りに伴ってメジャー初昇格を果たした。同日のワシントン・ナショナルズ戦にて「1番・中堅手」で先発出場してメジャーデビューし、この試合でメジャー初安打を記録した。6月21日のニューヨーク・メッツ戦でアントニオ・バスタルドから左手親指に死球を受けて故障者リスト入りし、9月17日まで長期離脱となった。この年メジャーでは72試合に出場して打率.238、3本塁打、22打点、16盗塁を記録した。

### レイズ時代

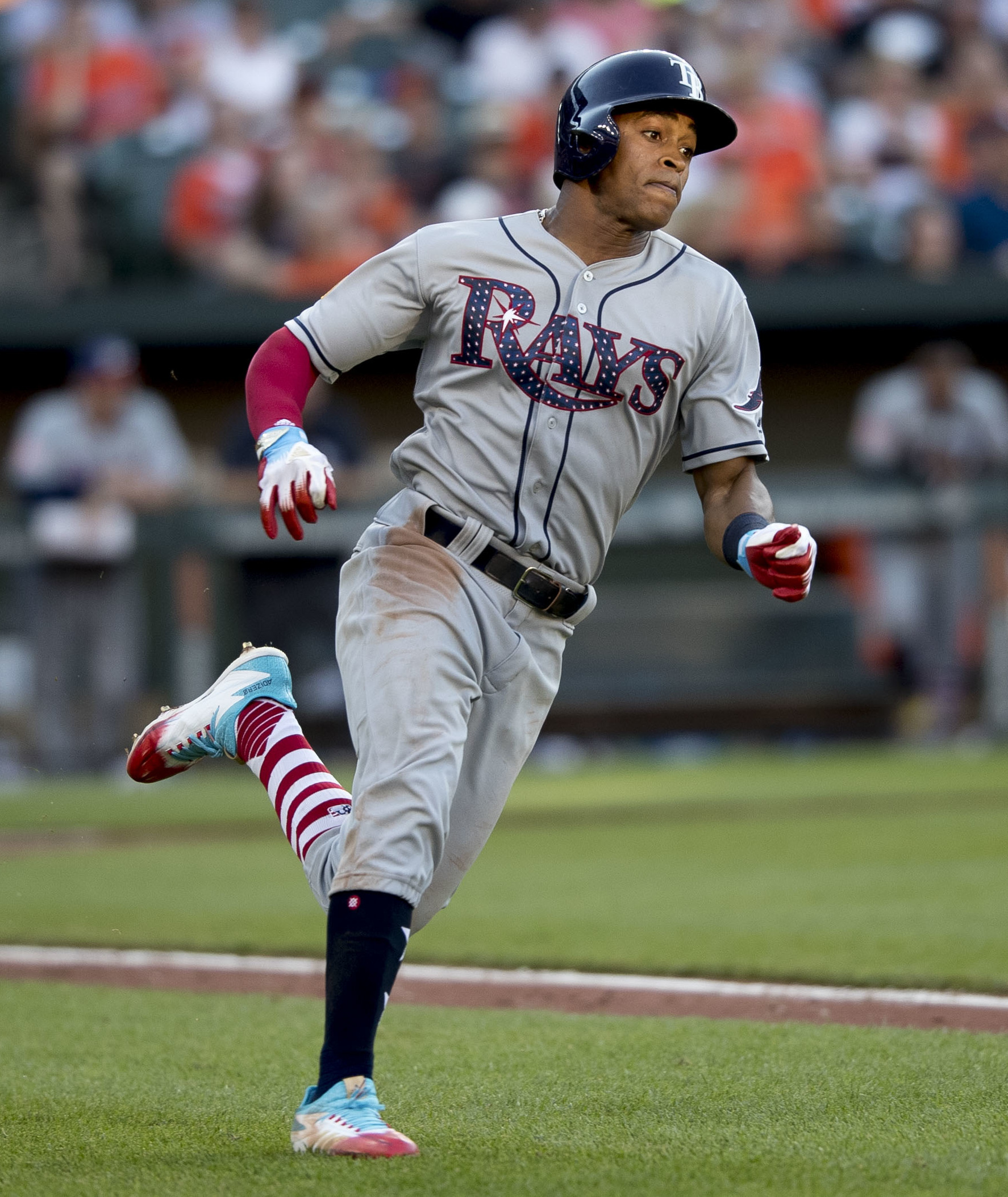
タンパベイ・レイズ時代
（2017年7月17日）

2017年1月11日にルイス・ゴハラ、トーマス・バロウズとのトレードで、シェイ・シモンズと共にシアトル・マリナーズへ移籍し、同日中にドリュー・スマイリーとのトレードで、ライアン・ヤーブロー、カルロス・バルガスと共にタンパベイ・レイズへ移籍した。この年は81試合に出場して打率.270、2本塁打、12打点、16盗塁を記録した。
2018年は141試合に出場して規定打席にも初めて到達し、打率.296、2本塁打、40打点、40盗塁を記録した。

### マリナーズ時代
2018年11月8日にマイク・ズニーノ、ギレルモ・ヘレディア、マイケル・プラスマイヤーとのトレードで、ジェイク・フレイリーと共にマリナーズへ移籍した。
2019年は46盗塁を記録し、アメリカンリーグの盗塁王に輝いた。
2020年9月11日にマイナー契約となり、傘下のAAA級タコマ・レイニアーズに送られた。その後、10月15日に自由契約となった。

### レッズ傘下時代
2020年11月4日にメッツとマイナー契約を結んだ。
しかし公式戦への出場がないまま、2021年5月28日に自由契約となった。その後、6月18日にシンシナティ・レッズとマイナー契約を結び、傘下のAAA級ルイビル・バッツへ送られた。

### ブルージェイズ傘下時代
2021年8月14日に金銭とのトレードでトロント・ブルージェイズへ移籍し、傘下のAAA級バッファロー・バイソンズへ送られた。
2022年6月1日に自由契約となった。

### 独立リーグ時代
2022年8月5日にアメリカン・アソシエーションのカンザスシティ・モナークスと契約した。27試合に出場して打率.281、11盗塁を記録した。
2023年1月31日にカンザスシティ・モナークスと再契約したが、シーズン開幕前に退団した。

### メキシカンリーグ時代
2023年2月8日にメキシカンリーグのサルティーヨ・サラペメーカーズと契約を結んだ。開幕から13試合に出場したが、打率.269、1本塁打、2打点、5盗塁という成績に終わり、5月24日に自由契約となった。
2023年6月2日に同リーグのグアダラハラ・マリアッチスと契約を結んだ。

## 詳細情報

### 年度別打撃成績
| 年 度    | 球 団    | 試 合 | 打 席 | 打 数 | 得 点 | 安 打 | 二 塁 打 | 三 塁 打 | 本 塁 打 | 塁 打 | 打 点 | 盗 塁 | 盗 塁 死 | 犠 打 | 犠 飛 | 四 球 | 敬 遠 | 死 球 | 三 振 | 併 殺 打 | 打 率 | 出 塁 率 | 長 打 率 | O P S |
| -------- | -------- | ----- | ----- | ----- | ----- | ----- | -------- | -------- | -------- | ----- | ----- | ----- | -------- | ----- | ----- | ----- | ----- | ----- | ----- | -------- | ----- | -------- | -------- | ----- |
| 2016     | ATL      | 72    | 215   | 189   | 28    | 45    | 7        | 4        | 3        | 69    | 22    | 16    | 8        | 3     | 1     | 20    | 0     | 2     | 48    | 3        | .238  | .316     | .365     | .681  |
| 2017     | TB       | 81    | 282   | 256   | 33    | 69    | 8        | 4        | 2        | 91    | 12    | 16    | 5        | 2     | 1     | 23    | 0     | 0     | 62    | 2        | .270  | .329     | .355     | .684  |
| 2018     | TB       | 141   | 544   | 480   | 65    | 142   | 27       | 10       | 2        | 195   | 40    | 40    | 12       | 7     | 2     | 47    | 0     | 8     | 98    | 11       | .296  | .367     | .406     | .773  |
| 2019     | SEA      | 134   | 566   | 510   | 70    | 116   | 19       | 9        | 6        | 171   | 37    | 46    | 9        | 2     | 1     | 42    | 0     | 11    | 141   | 7        | .227  | .300     | .335     | .635  |
| 2020     | SEA      | 14    | 47    | 45    | 2     | 6     | 2        | 0        | 0        | 8     | 3     | 2     | 0        | 0     | 0     | 2     | 0     | 0     | 13    | 1        | .133  | .170     | .178     | .348  |
| MLB：5年 | MLB：5年 | 456   | 1654  | 1480  | 198   | 378   | 63       | 27       | 13       | 534   | 114   | 120   | 34       | 14    | 5     | 134   | 0     | 21    | 362   | 24       | .255  | .325     | .361     | .686  |

- 2020年度シーズン終了時
- 各年度の太字はリーグ最高

### 年度別守備成績
| 年 度 | 球 団 | 左翼（LF） | 左翼（LF） | 左翼（LF） | 左翼（LF） | 左翼（LF） | 左翼（LF） | 中堅（CF） | 中堅（CF） | 中堅（CF） | 中堅（CF） | 中堅（CF） | 中堅（CF） | 右翼（RF） | 右翼（RF） | 右翼（RF） | 右翼（RF） | 右翼（RF） | 右翼（RF） |
| 年 度 | 球 団 | 試 合      | 刺 殺      | 補 殺      | 失 策      | 併 殺      | 守 備 率   | 試 合      | 刺 殺      | 補 殺      | 失 策      | 併 殺      | 守 備 率   | 試 合      | 刺 殺      | 補 殺      | 失 策      | 併 殺      | 守 備 率   |
| ----- | ----- | ---------- | ---------- | ---------- | ---------- | ---------- | ---------- | ---------- | ---------- | ---------- | ---------- | ---------- | ---------- | ---------- | ---------- | ---------- | ---------- | ---------- | ---------- |
| 2016  | ATL   | 22         | 27         | 2          | 0          | 0          | 1.000      | 35         | 95         | 3          | 1          | 0          | .990       | 1          | 0          | 0          | 0          | 0          | ----       |
| 2017  | TB    | 24         | 30         | 1          | 0          | 1          | 1.000      | 51         | 101        | 0          | 3          | 0          | .971       | 9          | 11         | 1          | 0          | 1          | 1.000      |
| 2018  | TB    | 38         | 41         | 2          | 2          | 0          | .956       | 71         | 141        | 1          | 4          | 1          | .973       | 47         | 73         | 0          | 0          | 0          | 1.000      |
| 2019  | SEA   | 5          | 5          | 0          | 0          | 0          | 1.000      | 106        | 246        | 1          | 4          | 1          | .984       | 28         | 61         | 1          | 1          | 1          | .984       |
| 2020  | SEA   | -          | -          | -          | -          | -          | -          | 3          | 2          | 0          | 1          | 0          | .667       | 12         | 21         | 0          | 0          | 0          | 1.000      |
| MLB   | MLB   | 89         | 103        | 5          | 2          | 1          | .982       | 266        | 585        | 5          | 13         | 2          | .978       | 97         | 166        | 2          | 1          | 2          | .994       |

- 2020年度シーズン終了時

### タイトル
- 盗塁王：1回（2019年）

### 背番号
- 17（2016年）
- 0（2017年 - 2020年）